# Тижукас-ду-Сул
Тижукас-ду-Сул (порт. Tijucas do Sul) — муниципалитет в Бразилии, входит в штат Парана. Составная часть мезорегиона-агломерации Куритиба. Входит в экономико-статистический микрорегион Риу-Негру. Население составляет 13 765 человек на 2006 год. Занимает площадь 672,197 км². Плотность населения — 20,5 чел./км².

## История
Город основан 14 ноября 1951 года.

## Статистика
- Валовой внутренний продукт на 2003 год составляет 70 910 040,00 реалов (данные: Бразильский институт географии и статистики).
- Валовой внутренний продукт на душу населения на 2003 год составляет 5423,33 реалов (данные: Бразильский институт географии и статистики).
- Индекс развития человеческого потенциала на 2000 год составляет 0,716 (данные: Программа развития ООН).

## География
Климат местности: субтропический.